# Alojzy Marcol
Alojzy Marcol (ur. 4 czerwca 1931 w Nędzy k. Raciborza, zm. 25 marca 2017) – polski duchowny i profesor nauk teologicznych.

## Życiorys
Został wyświęcony na kapłana 23 czerwca 1957, po czym studiował na Katolickim Uniwersytecie Lubelskim. Od 1962 do 1964, a także od 1969 do 1977 rektor kościoła pw. św. Franciszka w Nysie. Był również ekonomem w seminarium. W latach 1977–1983 rektor Wyższego Seminarium Duchownego w Nysie.
W 1993 otrzymał tytuł naukowy profesora nauk teologicznych.
W latach 1994–2002 był profesorem Wydziału Teologicznego Uniwersytetu Opolskiego.

## Miejsce pochówku
29 marca 2017 został pochowany na cmentarzu w rodzinnej miejscowości Nędza k. Raciborza.